# 후지모토 히데오
후지모토 히데오(일본어: 藤本 英雄, 1918년 5월 18일 ~ 1997년 4월 26일)는 일본의 전 프로 야구 선수이자 야구 감독, 야구 해설가·평론가이다. 한국 부산에서 태어나 야마구치현 시모노세키시 히코섬 출신이며, 한국 이름은 이팔룡(李八龍)이다. 중학생 시절에는 후지모토 하치류(藤本 八龍)였으며, 1943년부터 나카가미 히데오(中上 英雄) 라는 본명을 개명했다.

## 인물

### 프로 입단 전
시모노세키 상업학교(현 시모노세키 시립 시모노세키 상업고등학교) 재학 시절인 1935년 봄과 1937년 봄에 열린 고시엔 대회에 출전했다.

### 프로 입단 후

#### 1942년 ~ 1944년
1942년 가을에는 메이지 대학을 졸업하면서 같은 해 시즌이 열리는 도중 도쿄 교진군에 입단, 메이지 대학 시절에 개인 통산 34승(역대 9위, 메이지 대학의 투수로서는 현재까지의 최다 기록)을 올려 우승 투수로서도 활약한 도쿄 6대학 리그의 강속구 투수의 프로 입단으로 당시 주장이었던 미즈하라 시게루가 소집에 응한 직후였다. 9월 17일에 첫 등판할 시에는 요미우리 신문에 선발 예고가 게재돼 대대적으로 선전하면서 당시 도쿄 교진군이 주최하는 경기에서의 동원된 관중 신기록(16,942명)을 만들었다.
입단 첫 해인 1942년 시즌에는 별다른 부상없이 10연승을 기록하는 등 무난한 시즌을 보냈다.
2년째인 1943년에는 시즌 34승(32선발승으로 1940년 빅토르 스타루힌과 역대 최다 선발승 타이 기록을 세웠지만 1952년 프랜차이즈 제도 시행 후 최다 선발승은 1961년 곤도 히로시의 28선발승), 평균자책점 0.73, 탈삼진 253개를 기록하면서 다승왕, 최고 평균자책점, 최다 탈삼진을 모두 석권하는 등 투수 부문 3관왕을 달성했다. 동시에 7할 5푼 6리의 최고 승률을 기록했고 리그 1위인 19차례의 완봉승도 기록해 투수 부문 5관왕을 석권했다. 그 해의 평균자책점은 0.73, 시즌 19차례의 완봉승은 현재도 일본 프로 야구의 기록으로 남아있다. 같은 해 5월 22일의 나고야군전(고라쿠엔 구장)에서 노히트 노런을 달성했다.
이듬해 1944년에는 투수로서 3번 타자로 활약했고 그 해 감독까지 겸임했다. 그러나 중일 전쟁으로 일부 선수들이 징병돼 인원이 부족한 상황에서 팀을 이끌었는데 25세의 감독 취임은 일본 프로 야구 역사상 최연소 기록이다.

#### 1946년
전후 도중까지 감독을 겸임해 1946년 시즌 도중 나카지마 하루야스가 겸임 감독으로서 도쿄 교진군에 복귀하여 후지모토는 다시 선수로 복귀했다. 그러나 6월에 준비금 3만엔을 받은 가와카미 데쓰하루가 도쿄 교진군으로 복귀하게 되었을 때 먼저 도쿄 교진군으로부터 준비금 1만엔을 받고 있었던 후지모토는 도쿄 교진군에게 반환해줄 것을 요구했다. 구단 측은 다른 선수에게 준비금이 파급하는 것을 두려워하고 가와카미만의 특별 취급으로 하기 위해서 후지모토에게 반환을 요구했지만 이 일로 인해서 구단에 불신감을 느낀 후지모토는 1946년에 도쿄 교진군을 탈퇴했다. 그 당시 새로운 리그를 시작하면서 선수 모집을 실시하고 있던 국민 리그에 참여했지만 국민 야구 연맹의 압력에 의해 저지당하는 등 후에 주부니혼 드래건스로 이적했다.

#### 1947년
주부니혼에서 선수 생활을 하던 도중 어깨를 다치면서 시즌 후반을 험난하게 보냈다. 같은 해 오프 시즌에는 요미우리의 총감독으로서 지휘를 맡고 있던 미하라 오사무가 후지모토에게 복귀 요청했고 주부니혼은 후지모토를 전력으로서 계산할 수 없다고 판단해 방출시켰다.

#### 1948년
친정팀인 요미우리에 다시 복귀했지만 전년도에 어깨 부상으로 인해 시즌 초에는 주로 외야수로서 출전했다. 그러나 이번에는 다리에 부상당하면서 투수로 완전하게 돌아오지 않을 수 없게 되었다. 다행히도 외야수로 전향하고 있는 동안에 투구를 할 수 있을 정도의 어깨는 회복되고 있어 투수 복귀를 위해 연습을 하고 있었을 무렵에 밥 펠러의 투구 방법에 관한 책을 참고로 슬라이더를 습득했다.

#### 1949년
어깨 부상으로 구위력은 떨어졌지만 래빗볼 도입으로 리그 전체의 투수 성적이 악화되고 있던 와중에 리그에서 단독으로 1점대(1.94)의 평균자책점을 기록하면서 통산 세 번째의 최고 평균자책점 타이틀을 차지하였고 승수도 24승(2위)(모두 선발)(빅토르 스타루힌이 27승으로 최다승을 기록했지만 6구원승이 포함되어 있어 선발승으로 치자면 후지모토가 선발로만 24승으로 최다)을 기록하는 등 안정된 성적을 남겼다.

#### 1950년
6월 28일의 니시닛폰 파이레츠전(아오모리 구장)에서 일본 프로 야구 사상 최초의 퍼펙트 게임을 달성했다. 이 경기에서의 선발은 다다 후쿠조가 등판할 예정이었지만 다다가 갑작스런 식중독으로 쓰러지면서 후지모토가 급거 선발로 등판했다. 게다가 후지모토 자신도 전날 밤에 “아오모리에서의 등판은 없을 것이다”라고 판단하고 하코다테로부터 아오모리로 이동하는 세이칸 연락선 안에서 밤늦게까지 마작을 하는 등 거의 수면을 취하지 않는 상태에서 등판한 기록 달성이었다. 그러나 이 경기에서 신문기자가 4명이 있었지만 카메라맨이 없었기 때문에 달성할 당시의 사진이 없었다고 하는 결말을 낳았다(장마를 피한 도호쿠·홋카이도 원정이 한창일 때 전날 하코다테에서의 경기 직후 원정에 대동하고 있던 기자들 대부분이 도쿄에 되돌아왔다고 한다).
1949년부터 1953년까지 매년 15승 이상을 기록해 벳쇼 다케히코, 오토모 다쿠미와 함께 요미우리 제2기 황금 시대의 투수진으로서 활약했다.

#### 1954년 ~ 1957년
1954년에는 손가락 부상에 의해 1승에만 그쳤고, 이듬해 1955년에는 개막 이후부터 팀 전력에서 빠져 있었다. 그 해의 유일한 등판이 된 시즌 폐막 직전인 10월 11일의 히로시마 카프(와카야마 구장)전에서 경기 도중 5회부터 등판하여 피안타 1개로 막아내 승리 투수가 되었고 개인 통산 200승(통산 200선발승 아님)을 달성했다. 같은 해 마지막으로 은퇴했다.
매우 안정되어 있던 투수이면서도 통산 승률 6할 9푼 7리는 통산 2000투구 횟수 이상을 기록한 투수 중에서는 역대 1위의 기록이다. 그리고 통산 200승 이상으로 유일하게 통산 100패를 기록하지 않았던 투수이다(그 외에 통산 150승 이상에서도 사이토 마사키가 있다).
1956년부터 1957년까지 요미우리의 코치와 2군 감독을 맡았지만 1957년 시즌 종료 후에 발생한 시나가와 가즈에 구단 사장과 미즈하라 시게루 감독과의 소동에 개입되어 사임했다.

### 그 후
그 후 다이와 증권의 감독으로 발탁되었고, 요미우리 신문 로스앤젤레스 지국의 주재원도 맡았다. 1976년에는 일본 야구 명예의 전당에 헌액자로 선정되었고 1997년 4월 26일에 심근 경색으로 사망했다(향년 78세).

## 출신 학교
- 시모노세키 상업학교(현 시모노세키 시립 시모노세키 상업고등학교)
- 메이지 대학

## 선수 경력
- 도쿄 교진군(1942년 ~ 1944년, 1946년)
- 주부니혼 드래건스(1947년)
- 요미우리 자이언츠(1948년 ~ 1955년)

## 지도자·기타 경력
- 도쿄 교진군 감독(1944년 ~ 1946년)
- 요미우리 자이언츠 코치·2군 감독(1956년 ~ 1957년)

## 수상·타이틀 경력

### 타이틀
- 다승왕 : 1회(1943년)
- 최다 선발승: 2회(1943년 32선발승, 1949년 24선발승)
- 최고 승률 : 3회(1943년, 1946년, 1949년)
- 최고 평균자책점 : 3회(1943년, 1946년, 1949년)
- 최다 탈삼진 : 2회(1943년, 1944년) ※당시는 타이틀은 아님.

### 수상
- 사와무라 에이지상 : 1회(1949년)
- 베스트 나인 : 1회(1949년)
- 일본 야구 명예의 전당 헌액자(1976년)

## 주요 기록
- 퍼펙트 게임 : 1회(1950년 6월 28일, 대 니시닛폰 파이레츠 전, 아오모리 시영 야구장) ※사상 최초.
- 노히트 노런 달성 : 2회
  - 1943년 5월 22일, 대 나고야 전(고라쿠엔 구장)
  - 1950년 6월 28일, 퍼펙트 게임
- 시즌 최고 평균자책점 : 0.73(1943년, 프로 야구 기록)
- 시즌 최다 완봉 승리 : 19승(1943년에 노구치 지로와 대등한 프로 야구 타이 기록)
- 6경기 연속 완봉 승리(1943년 8월 2일 ~ 9월 12일) ※프로 야구 타이 기록.
- 62이닝 연속 무실점(1943년 8월 1일 ~ 9월 15일)
- 통산 승률 : .697(2000투구회 이상으로는 역대 1위의 기록)
- 통산 평균자책점 : 1.90(2000투구회 이상으로 역대 1위의 기록)
- 투수로서의 시즌 7홈런(1950년, 프로 야구 기록)
- 올스타전 출장 : 2회(1951년, 1953년)

## 등번호
- 35(1942년 ~ 1943년)
- 23(1946년)
- 3(1947년)
- 17(1948년 ~ 1956년)
- 31(1957년)

※주 : 1944년 시즌은 전체 6개 구단에서 등번호가 폐지됨.

## 통산 성적

### 연도별 투수 성적
| 연도        | 소속        | 등 판 | 선 발 | 완 투 | 완 봉 | 무 볼 넷 | 승 리 | 패 전 | 세 이 브 | 홀 드 | 승 률 | 타 자 | 투 구 회 | 피 안 타 | 피 홈 런 | 볼 넷 | 고의 사구 | 死 구 | 탈 삼 진 | 폭 투 | 보 크 | 실 점 | 자 책 점 | 평균 자책점 | WHIP |
| ----------- | ----------- | ----- | ----- | ----- | ----- | -------- | ----- | ----- | -------- | ----- | ----- | ----- | -------- | -------- | -------- | ----- | --------- | ----- | -------- | ----- | ----- | ----- | -------- | ----------- | ---- |
| 1942년      | 도쿄 교진군 | 14    | 12    | 9     | 4     | 2        | 10    | 0     | --       | --    | 1.000 | 433   | 111.0    | 64       | 2        | 36    | --        | 0     | 53       | 0     | 0     | 15    | 10       | 0.81        | 0.90 |
| 1943년      | 도쿄 교진군 | 56    | 46    | 39    | 19    | 3        | 34    | 11    | --       | --    | .756  | 1664  | 432.2    | 212      | 3        | 168   | --        | 1     | 253      | 9     | 0     | 57    | 35       | 0.73        | 0.88 |
| 1944년      | 도쿄 교진군 | 21    | 19    | 17    | 5     | 1        | 10    | 8     | --       | --    | .556  | 693   | 169.2    | 132      | 3        | 62    | --        | 1     | 113      | 2     | 0     | 54    | 30       | 1.59        | 1.14 |
| 1946년      | 도쿄 교진군 | 31    | 25    | 21    | 9     | 1        | 21    | 6     | --       | --    | .778  | 870   | 217.1    | 171      | 6        | 81    | --        | 0     | 83       | 1     | 0     | 63    | 51       | 2.11        | 1.16 |
| 1947년      | 주부니혼    | 35    | 31    | 27    | 4     | 1        | 17    | 15    | --       | --    | .531  | 1062  | 275.0    | 220      | 7        | 52    | --        | 5     | 77       | 1     | 0     | 67    | 56       | 1.83        | 0.99 |
| 1948년      | 요미우리    | 22    | 12    | 9     | 0     | 1        | 8     | 5     | --       | --    | .615  | 517   | 131.0    | 104      | 3        | 24    | --        | 3     | 51       | 2     | 1     | 33    | 25       | 1.72        | 0.98 |
| 1949년      | 요미우리    | 39    | 31    | 29    | 5     | 5        | 24    | 7     | --       | --    | .774  | 1137  | 288.0    | 238      | 14       | 55    | --        | 6     | 137      | 1     | 0     | 72    | 62       | 1.94        | 1.02 |
| 1950년      | 요미우리    | 49    | 34    | 33    | 6     | 8        | 26    | 14    | --       | --    | .650  | 1442  | 360.1    | 307      | 25       | 70    | --        | 2     | 156      | 1     | 0     | 117   | 98       | 2.44        | 1.05 |
| 1951년      | 요미우리    | 31    | 25    | 16    | 3     | 3        | 15    | 7     | --       | --    | .682  | 822   | 206.1    | 189      | 7        | 41    | --        | 3     | 88       | 1     | 1     | 89    | 72       | 3.13        | 1.11 |
| 1952년      | 요미우리    | 34    | 25    | 14    | 5     | 3        | 16    | 6     | --       | --    | .727  | 830   | 213.2    | 169      | 11       | 38    | --        | 2     | 89       | 0     | 0     | 68    | 56       | 2.36        | 0.97 |
| 1953년      | 요미우리    | 29    | 25    | 13    | 3     | 7        | 17    | 6     | --       | --    | .739  | 777   | 198.2    | 166      | 9        | 30    | --        | 1     | 73       | 0     | 0     | 60    | 46       | 2.08        | 0.99 |
| 1954년      | 요미우리    | 5     | 5     | 0     | 0     | 0        | 1     | 2     | --       | --    | .333  | 83    | 19.2     | 21       | 3        | 4     | --        | 1     | 4        | 0     | 0     | 15    | 13       | 5.85        | 1.27 |
| 1955년      | 요미우리    | 1     | 0     | 0     | 0     | 0        | 1     | 0     | --       | --    | 1.000 | 16    | 5.0      | 1        | 0        | 0     | 0         | 0     | 0        | 0     | 0     | 0     | 0        | 0.00        | 0.20 |
| 통산 : 13년 | 통산 : 13년 | 367   | 290   | 227   | 63    | 35       | 200   | 87    | --       | --    | .697  | 10346 | 2628.1   | 1994     | 93       | 661   | 0         | 25    | 1177     | 18    | 2     | 710   | 554      | 1.90        | 1.01 |

- 굵은 글씨는 시즌 최고 성적, 붉은색 글씨는 일본 프로 야구 역대 최고 성적(통산 성적은 2000투구회 이상).

### 감독으로서의 팀 성적
| 연도   | 소속        | 순위 | 경기 | 승리 | 패전 | 무승부 | 승률 | 승차 | 팀 홈런 | 팀 타율 | 팀 평균자책점 | 연령 |
| ------ | ----------- | ---- | ---- | ---- | ---- | ------ | ---- | ---- | ------- | ------- | ------------- | ---- |
| 1944년 | 도쿄 교진군 | 2위  | 35   | 19   | 14   | 2      | .576 | 8    | 5       | .236    | 1.92          | 26세 |
| 1946년 | 도쿄 교진군 | 2위  | 105  | 64   | 39   | 2      | .621 | 1    | 24      | .257    | 2.59          | 28세 |

- 1946년 시즌 도중 6월 10일에 나카지마 하루야스로 교체됨.
- 감독 통산 성적 : 60경기 34승 3무 23패(승률 .596)